# Isoimon
Isoimon is een geslacht van rechtvleugeligen uit de familie sabelsprinkhanen (Tettigoniidae). De wetenschappelijke naam van dit geslacht is voor het eerst geldig gepubliceerd in 1954 door Bey-Bienko.

## Soorten
Het geslacht Isoimon  is monotypisch en omvat slechts de volgende soort:
- Isoimon riabovi (Uvarov, 1927)